# Eurycoccus cuniculorum
Eurycoccus cuniculorum är en insektsart som beskrevs av Williams 1984. Eurycoccus cuniculorum ingår i släktet Eurycoccus och familjen ullsköldlöss.
Artens utbredningsområde är Pakistan. Inga underarter finns listade i Catalogue of Life.